# Mercado Ibérico de la Electricidad
El Mercado de la Electricidad es el resultado de la integración de los mercados de electricidad. Supone un avance importante en la integración económica. OMIE (Operador del Mercado Ibérico de Energía - Polo Español) gestiona el mercado spot de MIBEL, que comprenden un mercado diario y seis mercados intradiarios. Por otra parte, OMIP (Operador del Mercado Ibérico de Energía - Polo Portugués) gestiona el mercado de derivados de MIBEL.
Las compañías productoras de energía eléctrica han de realizar diariamente ofertas económicas para vender su electricidad mediante el mercado mayorista, organizado por el Operador del Mercado Eléctrico (OMEL). Las ofertas se cruzan con las demandas realizadas a su vez por los comercializadores, las distribuidoras y algunos grandes consumidores.
La casación de oferta y demanda, partiendo de la oferta más barata hasta igualarla con la demanda, permite obtener el precio de la electricidad, que corresponderá a la última oferta casada. La Comisión Nacional de los Mercados y la Competencia, bajo la supervisión del Ministerio de Economía y Competitividad, garantiza la función de regulador y vela por el correcto funcionamiento del mercado liberalizado. El operador de la red de transporte, Red Eléctrica de España (REE), garantiza el funcionamiento del sistema y la gestión técnica de la red.